# ميودراغ أندريتش
ميودراغ أندريتش (بالصربية: Миодраг Андрић)‏ هو ممثل صربي، ولد في 28 يناير 1943 بكراغوييفاتس في صربيا، وتوفي في 22 يناير 1989 في كرواتيا.

## وصلات خارجية
- ميودراغ أندريتش على موقع IMDb (الإنجليزية)
- ميودراغ أندريتش على موقع قاعدة بيانات الفيلم (الإنجليزية)